# Банных, Виктор Иванович
Виктор Иванович Банных (укр. Віктор Іванович Банних; 28 июня 1949, Староконстантинов — 14 августа 2003, Киев) — советский и украинский военный деятель, позывной "Баня"генерал-полковник.

## Биография
Окончил Московское высшее пограничное командное училище КГБ при СМ СССР (1970).
Окончил заочно Высшую школу КГБ СССР (1979).
В 1992—1994 годах первый заместитель председателя Госкомитета по делам охраны государственной границы Украины — командующего Пограничными войсками Украины, начальник штаба Пограничных войск Украины.
В 1994—1999 годах во главе Госкомитета по делам охраны государственной границы Украины — командующий Пограничными войсками Украины.
В 2000—2002 годах заместитель министра обороны Украины по вопросам военной политики и военного сотрудничества.
Выпускник украинской программы Гарвардского университета США (2000).
В 2002—2003 годах госсекретарь министерства обороны Украины по вопросам международного сотрудничества.
Похоронен на Байковом кладбище Киева.
Кавалер орденов Богдана Хмельницкого 3 степени (08.1996), Крест Славы (1999), Святого Дмитрия Солуцкого (УПЦ, 05.1999), Богдана Хмельницкого II степени (2002), и другие награды.
Великий офицер ордена Заслуг (Португалия, 16 апреля 1998 года).
Удостоен званий «Почётный сотрудник Государственной безопасности СССР», «Почётный пограничник», «Почётный таможенник».